# Protection suisse des animaux
La protection suisse des animaux, autrefois nommée Association centrale Suisse pour la protection des Animaux, est la plus ancienne[réf. nécessaire] association suisse de protection des animaux. Elle est membre de l’Eurogroup for Animals et de la Fur Free Alliance. Elle compte environ 30 employés.

## Actions
En 1994, la PSA a fait campagne contre le port de fourrure, avec une campagne d'affichage montrant un mannequin qui traîne un manteau de fourrure laissant derrière lui un sillon de sang. En 2002, la PSA s'est opposée à un projet de loi visant à légaliser une dérogation pour l'abattage religieux (halal ou casher) des animaux sans étourdissement.